# Список дипломатичних місій у Литві

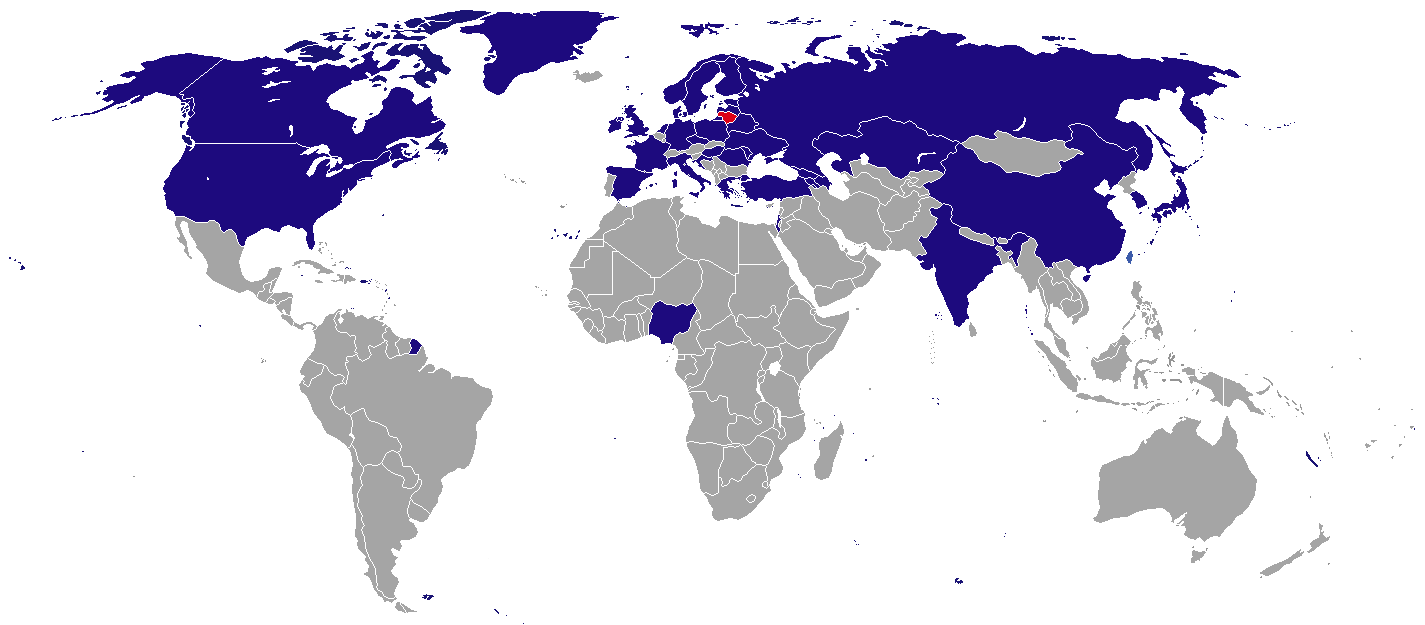
Країни, які мають посольство в Литві

Нижче представлено список дипломатичних місій в Литві. Наразі в столиці Литви Вільнюсі діють 35 посольств та 1 відділ посольства. Багато інших держав мають акредитованих послів в столицях інших держав, в основному у Варшаві. Окрім того, багато держав які не мають посольства у Вільнюсі, мають там консульство. Консульства також є в Клайпеді, Каунасі та декількох інших містах.

## Посольства
- Азербайджан
- Білорусь
- Ватикан
- Велика Британія
- Вірменія
- Греція
- Грузія
- Данія
- Естонія
- Ізраїль
- Ірландія
- Іспанія
- Італія
- Казахстан
- КНР
- Латвія
- Мальтійський орден
- Молдова
- Монако
- Нідерланди
- Німеччина
- Норвегія
- Польща
- Росія
- Румунія
- США
- Туреччина
- Угорщина
- Україна
- Фінляндія
- Франція
- Хорватія
- Чехія
- Швеція
- Японія

- Канада - відділ посольства

## Акредитовані посли

### Варшава
- Австралія
- Албанія
- Алжир
- Аргентина
- Афганістан
- Бельгія
- Болгарія
- В'єтнам
- Індія
- Ірак
- Іран
- Катар
- Кіпр
- Колумбія
- Ліван
- Люксембург
- Малайзія
- Монголія
- Нова Зеландія
- ОАЕ
- Панама
- Південна Корея
- Північна Македонія
- Сербія
- Словенія
- Туніс
- Уругвай
- Філіппіни
- Чилі
- Чорногорія

### Стокгольм
- Ангола
- Ботсвана
- Гватемала
- Еквадор
- Замбія
- Косово
- Лівія
- Мексика
- ПАР
- Північна Корея
- Сальвадор
- Танзанія
- Шрі-Ланка

### Копенгаген
- Бенін
- Болівія
- Боснія і Герцеговина
- Бразилія
- Єгипет
- Індонезія
- Марокко
- Непал
- Португалія
- Саудівська Аравія
- Таїланд

### Берлін
- Буркіна-Фасо
- Бурунді
- Гана
- Кувейт
- Лаос
- Мавританія
- Малаві
- Малі
- Парагвай
- Того

### Інші міста
- Австрія - Відень
- Андорра - Андорра-ла-Велья
- Бангладеш - Москва
- Венесуела - Осло
- Габон - Москва
- Гвінея - Москва
- Гондурас - Брюссель
- Ефіопія - Брюссель
- Ісландія - Гельсінкі
- Йорданія - Гаага
- Камбоджа - Москва
- Канада - Рига
- Киргизстан - Мінськ
- Кот-д'Івуар - Москва
- Куба - Гельсінкі
- Мальта - Валлетта
- М'янма - Відень
- Намібія - Гельсінкі
- Нігерія - Київ
- Нікарагуа - Гельсінкі
- Оман - Лондон
- Пакистан - Мінськ
- Палестина - Гельсінкі
- Перу - Гельсінкі
- Руанда - Гаага
- Сан-Марино - Сан-Марино
- Сирія - Мінськ
- Словаччина - Рига
- Таджикистан - Мінськ
- Туркменістан - Мінськ
- Узбекистан - Рига
- Швейцарія - Рига

## Консульства

### Вільнюс
- Австралія
- Австрія
- Бангладеш
- Бельгія
- Бразилія
- Гватемала
- Індія
- Індонезія
- Ісландія
- Колумбія
- Люксембург
- Мальта
- Оман
- Словенія
- Таїланд
- Уругвай
- Філіппіни
- Чилі
- Швейцарія
- Шрі-Ланка

### Клайпеда
- Білорусь
- Естонія
- Казахстан
- Німеччина
- Норвегія
- Росія
- Румунія
- Україна
- Фінляндія
- Франція
- Швеція

### Каунас
- Естонія
- Люксембург
- Марокко
- Норвегія
- Португалія
- Словаччина
- Угорщина
- Україна
- Франція
- Швеція

### Інші міста
- Маріямполе
  -  Молдова
  -  Росія
- Тракай
  -  Ізраїль
  -  Пакистан
- Шяуляй
  -  Естонія
- Паланга
  -  Молдова

## Представництва міжнародних організацій
- Представництво Європейської комісії
- Інформаційне бюро Європейського парламенту
- Європейський інститут гендерної рівності
- Європейський банк реконструкції та розвитку
- НАТО
- ООН
- Всесвітня організація охорони здоров'я
- Міжнародна організація з міграції
- Група Світового банку
- Північна рада

## Галерея

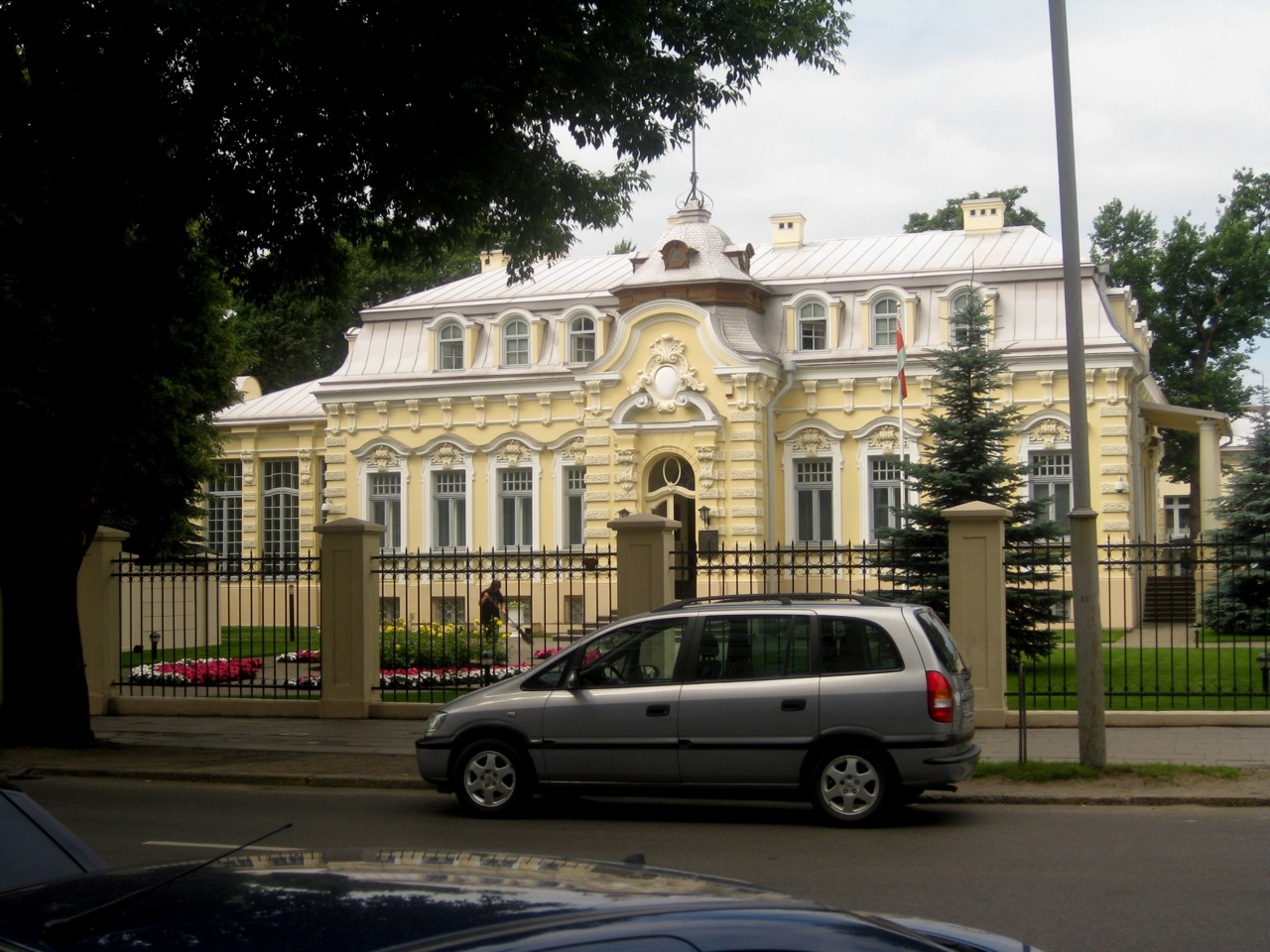
Посольство Білорусі
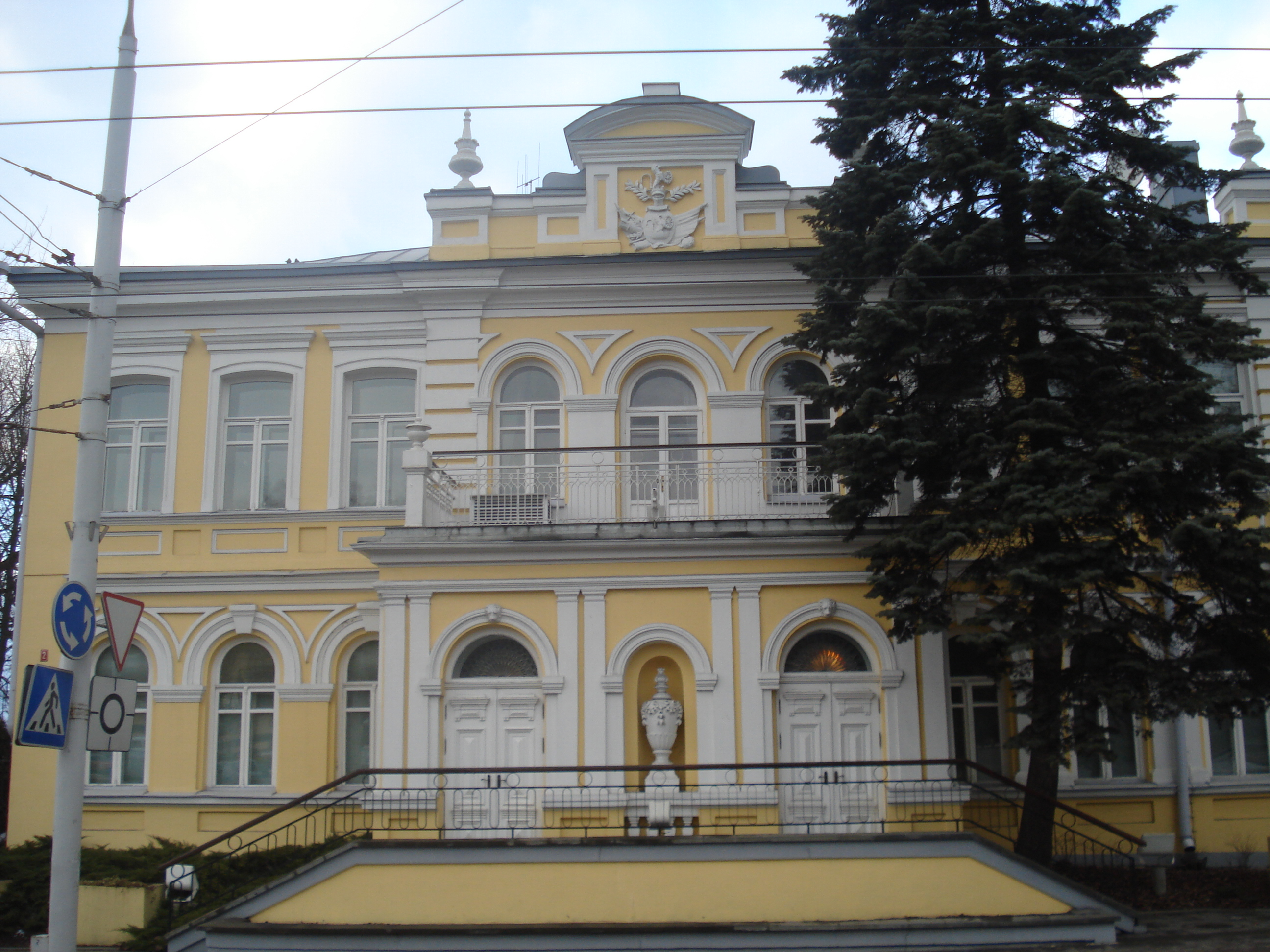
Посольство Великої Британії
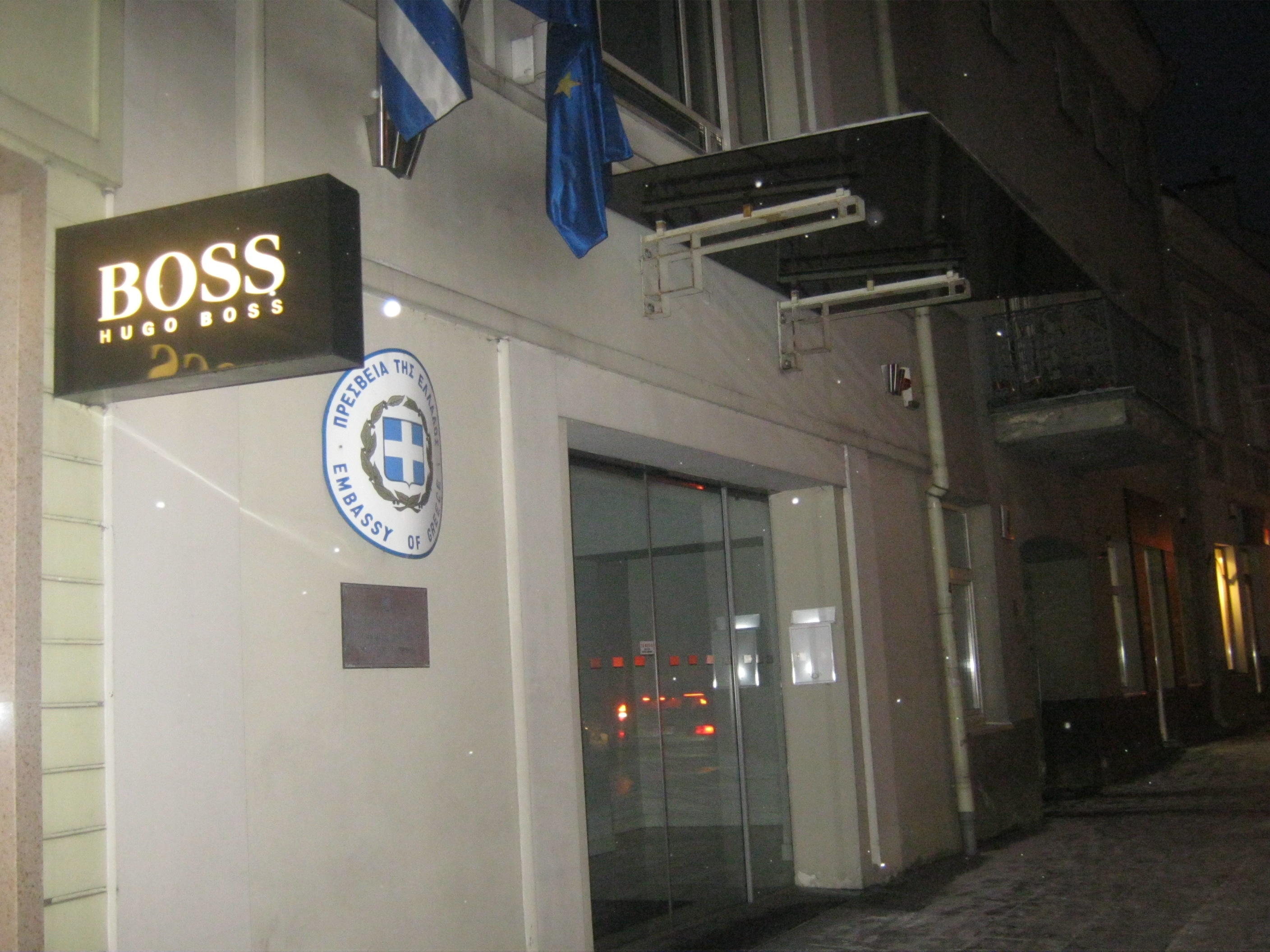
Посольство Греції
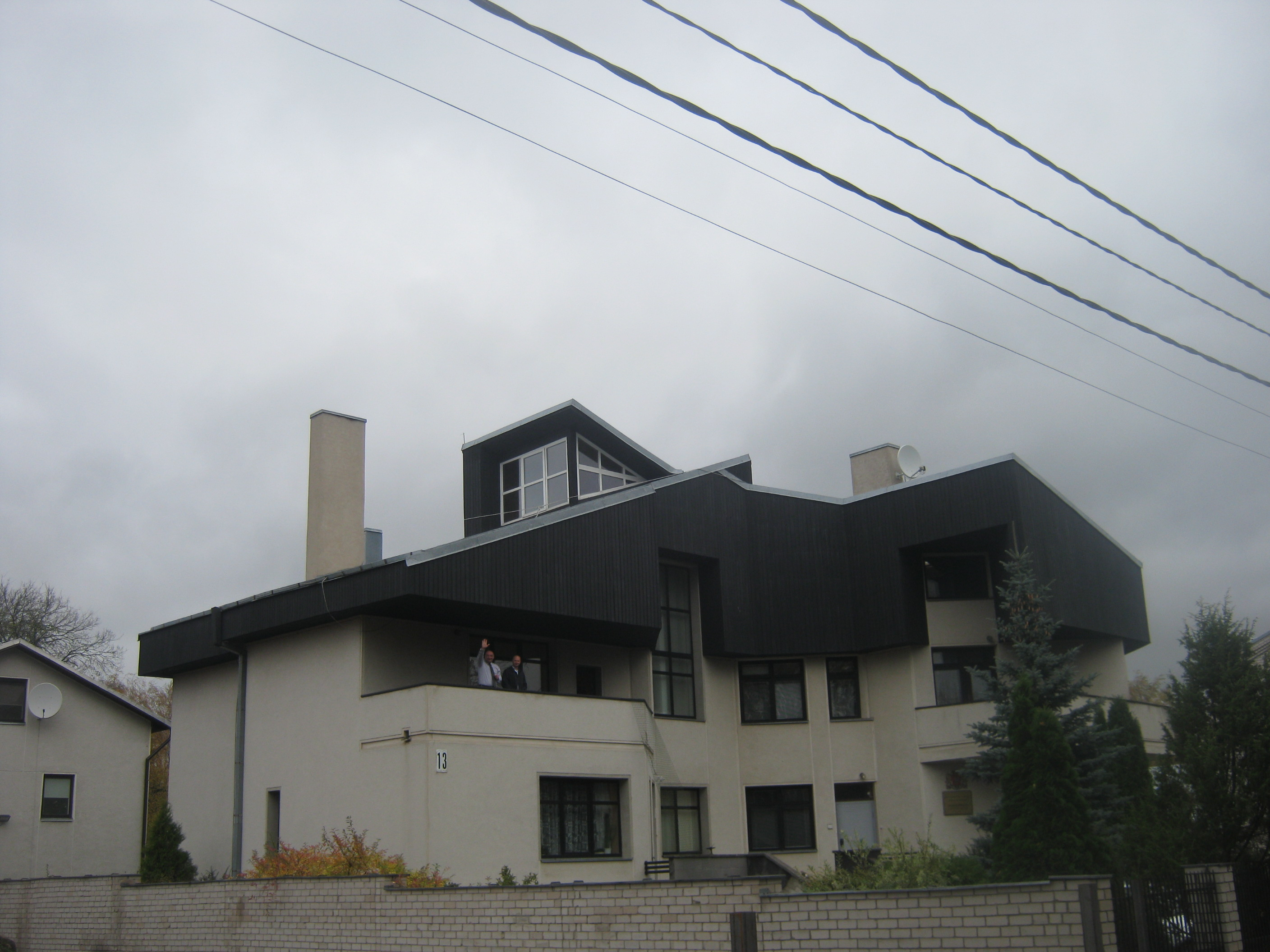
Посольство Грузії
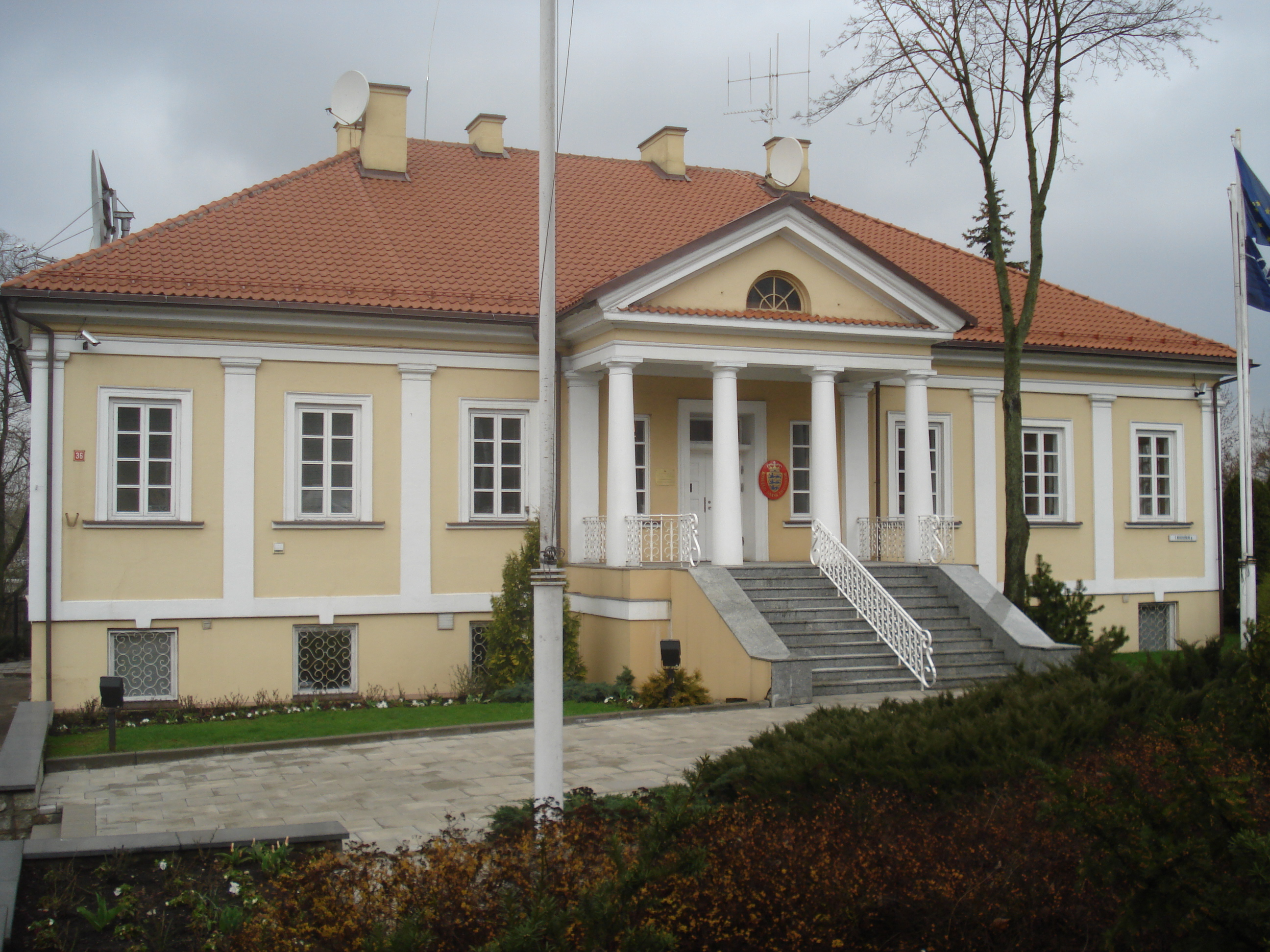
Посольство Данії
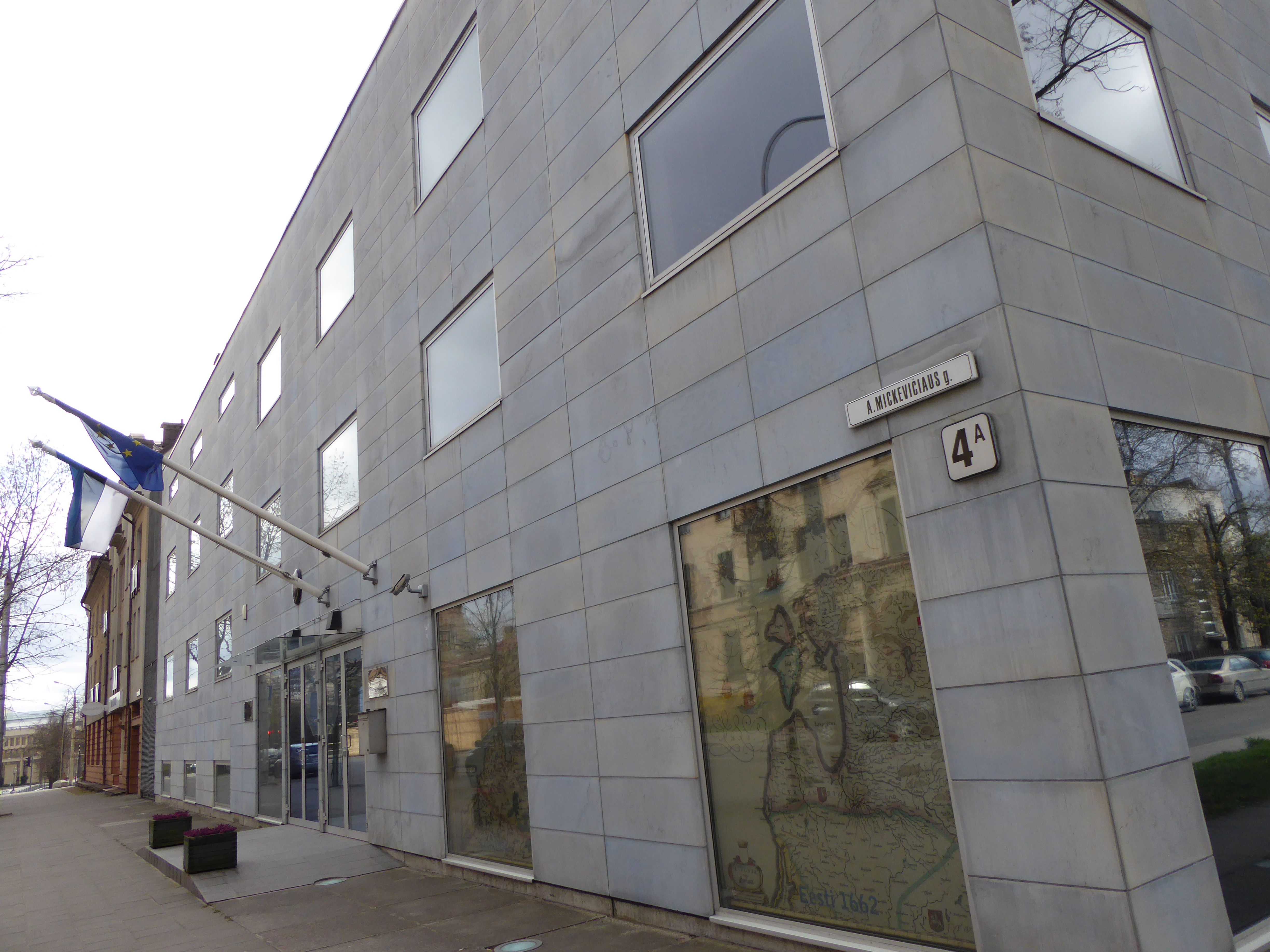
Посольство Естонії
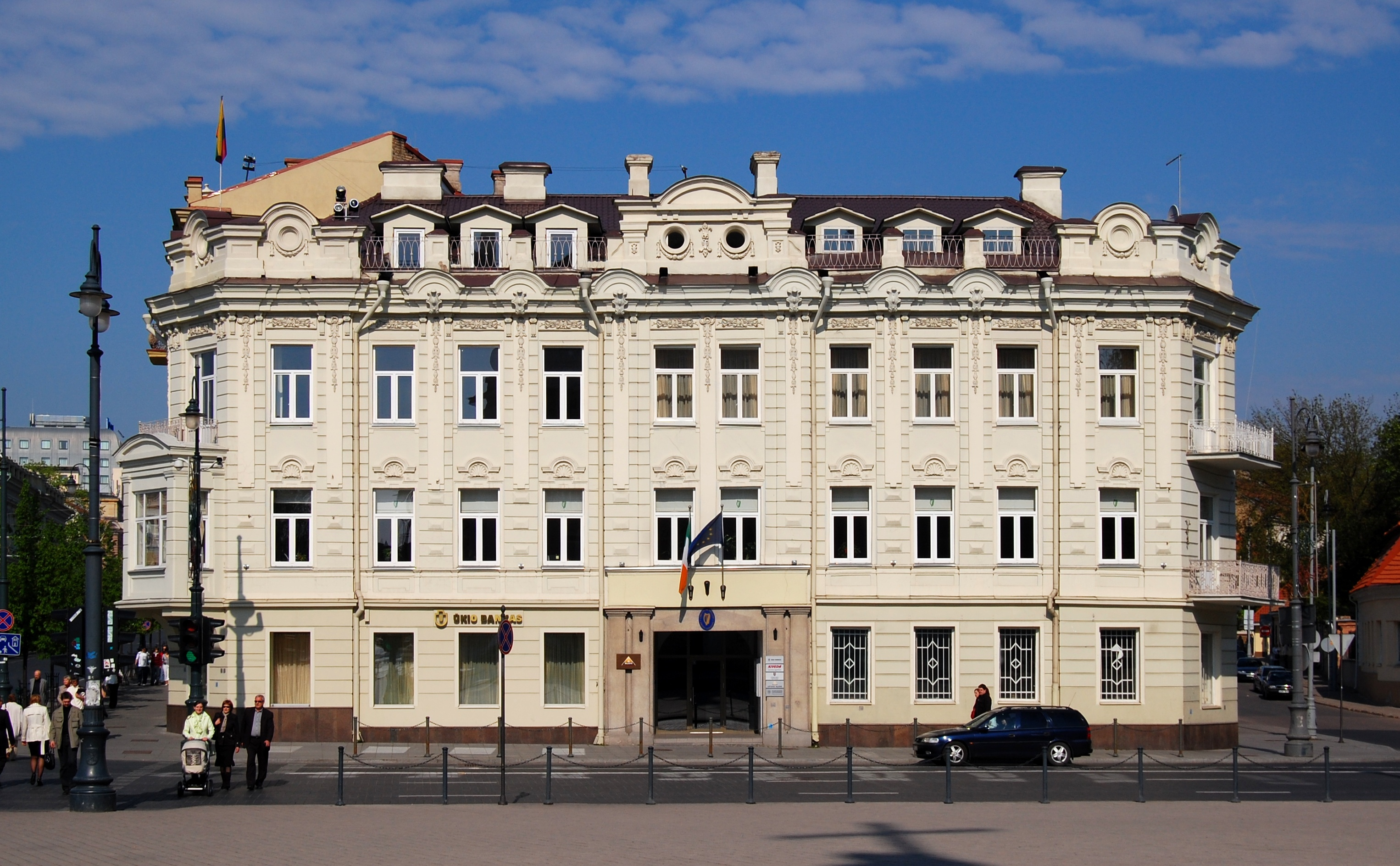
Посольство Ірландії
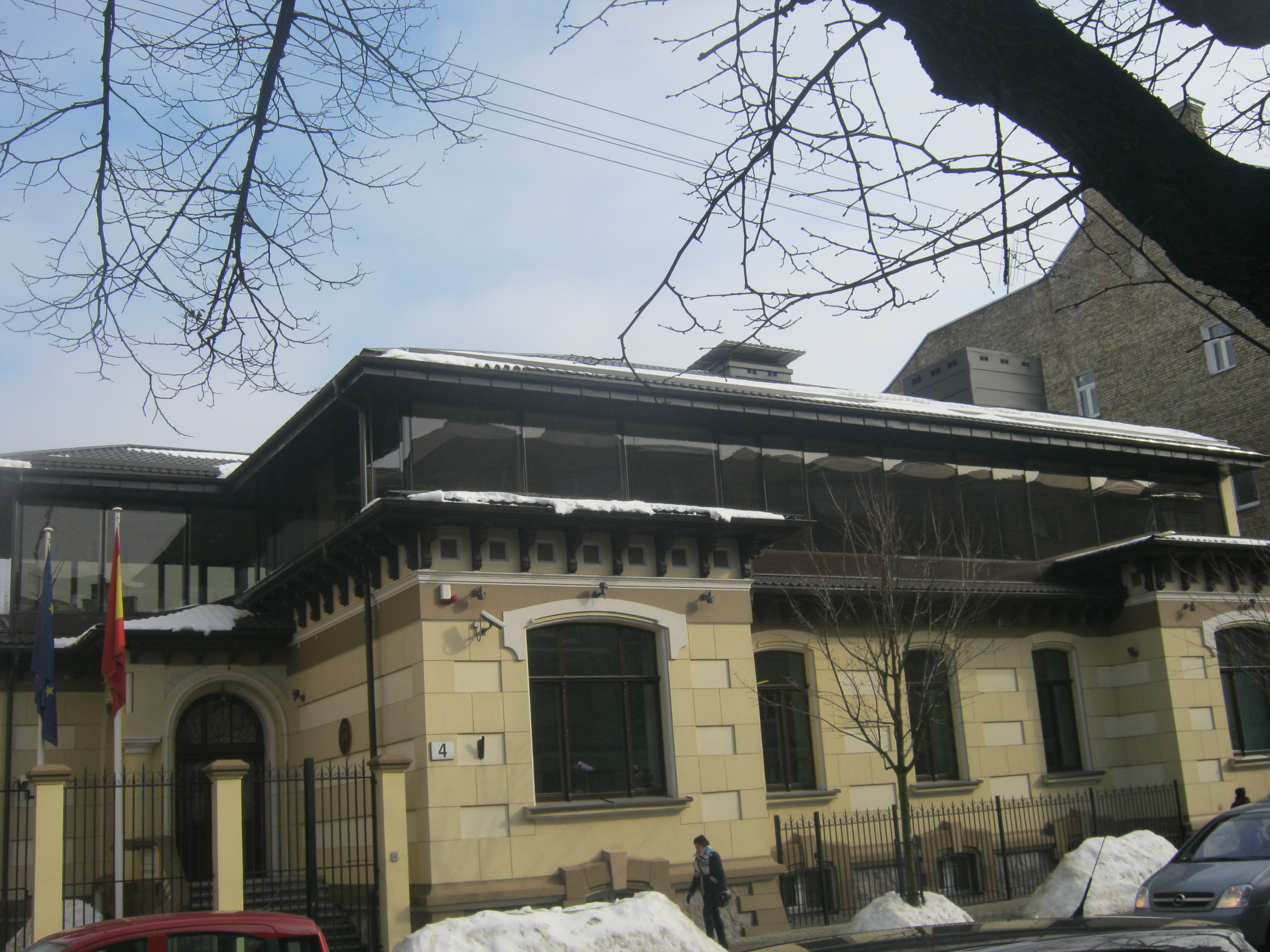
Посольство Іспанії
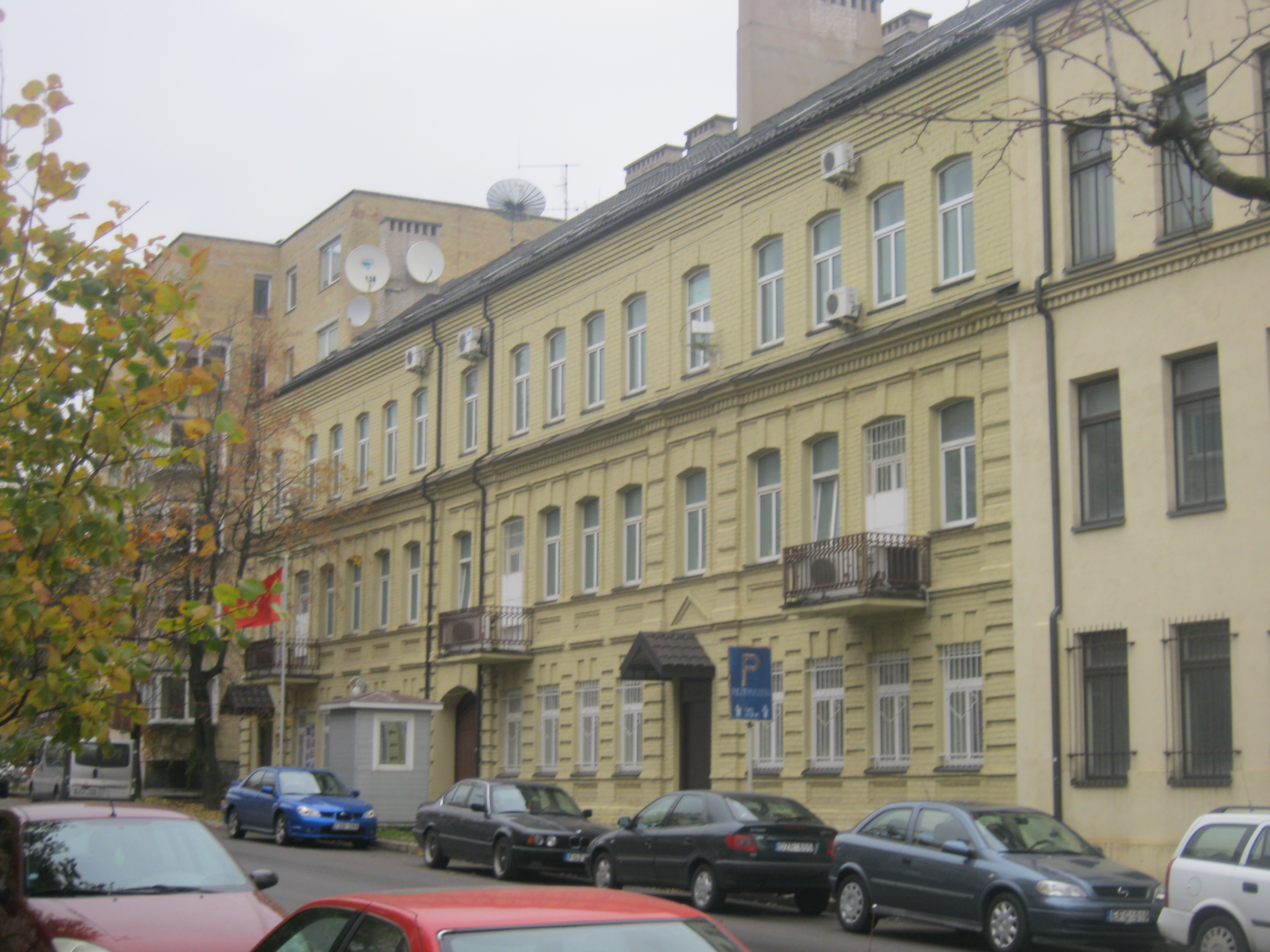
Посольство Китаю
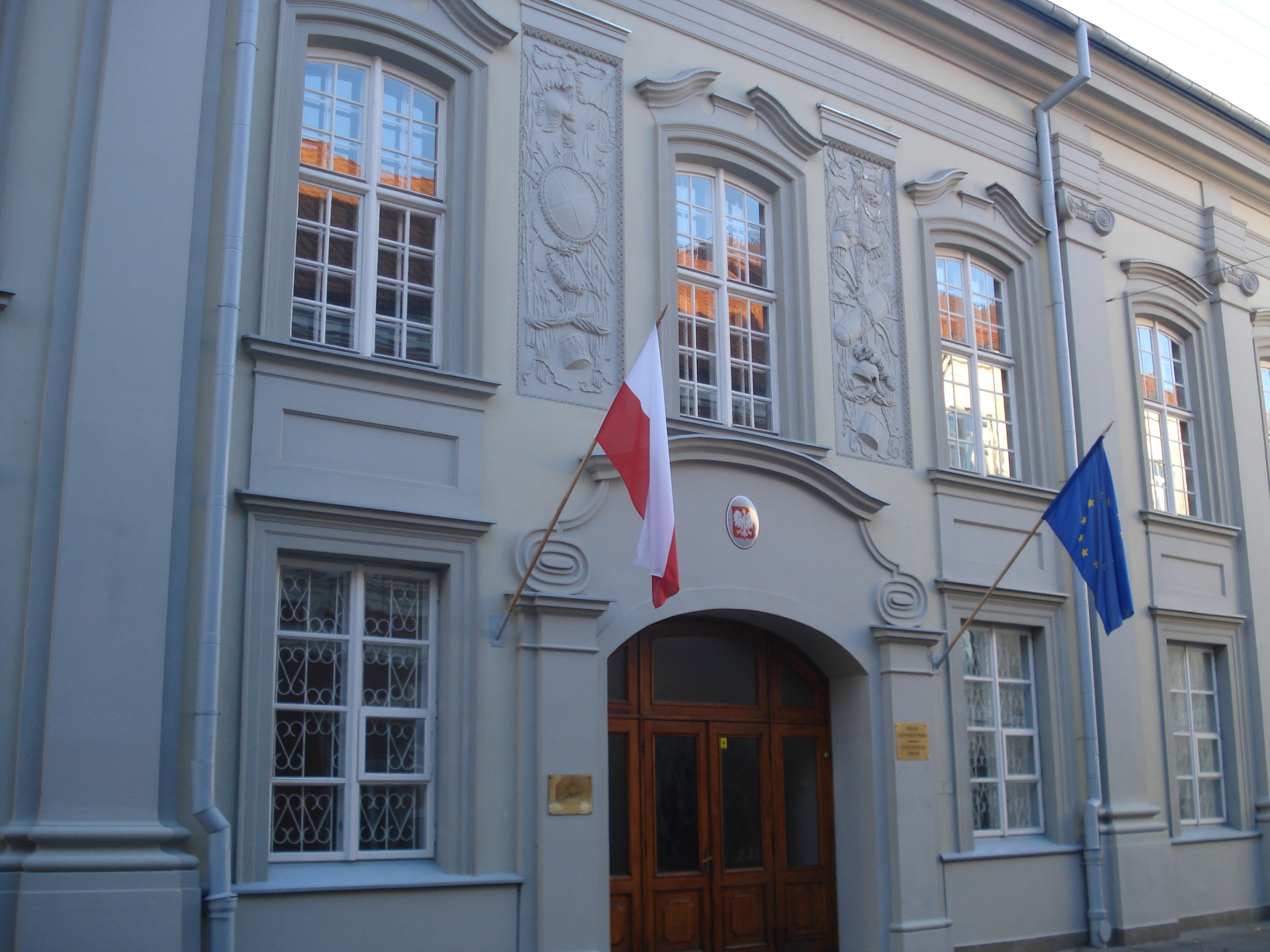
Посольство Польщі
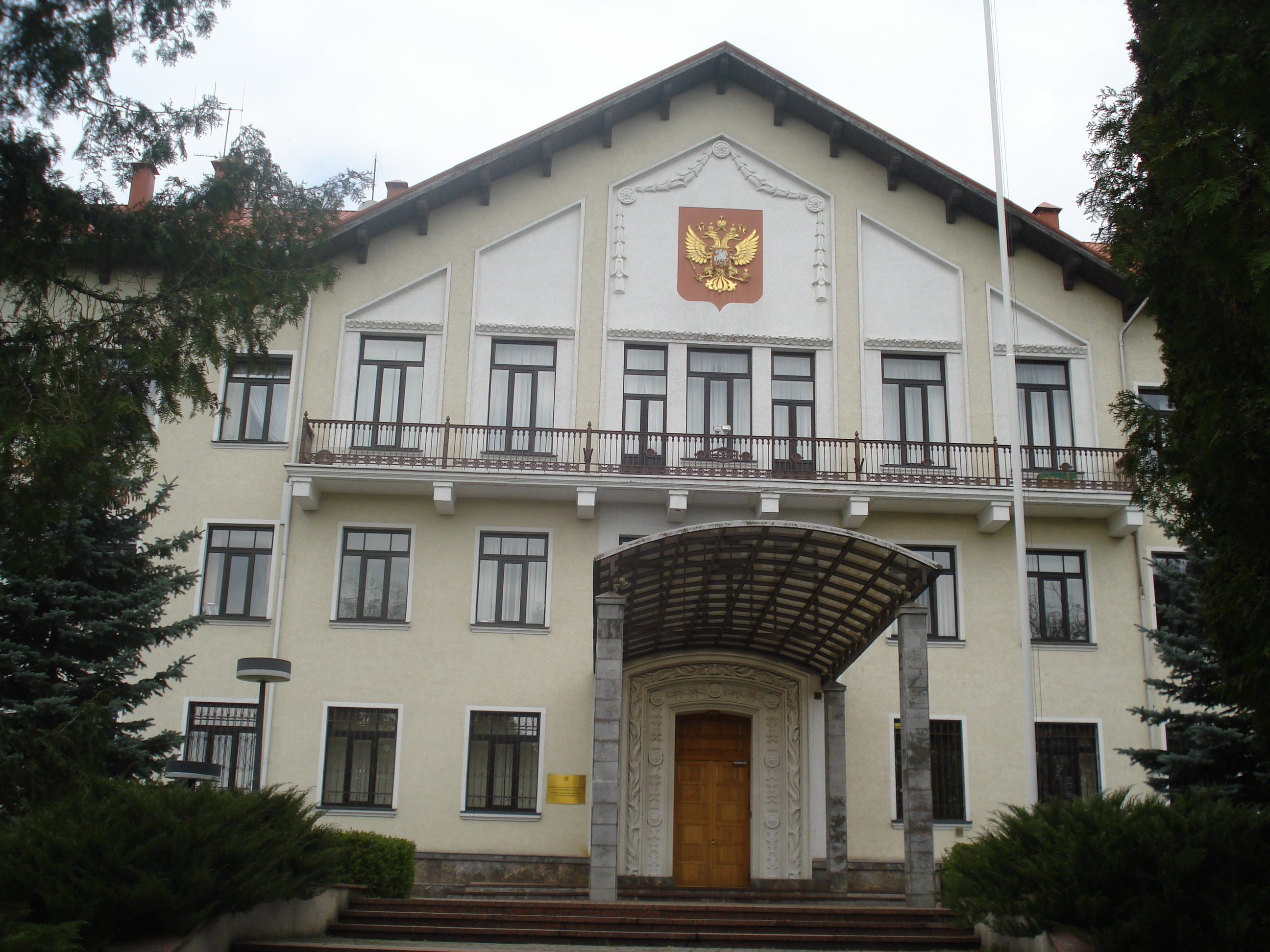
Посольство Росії
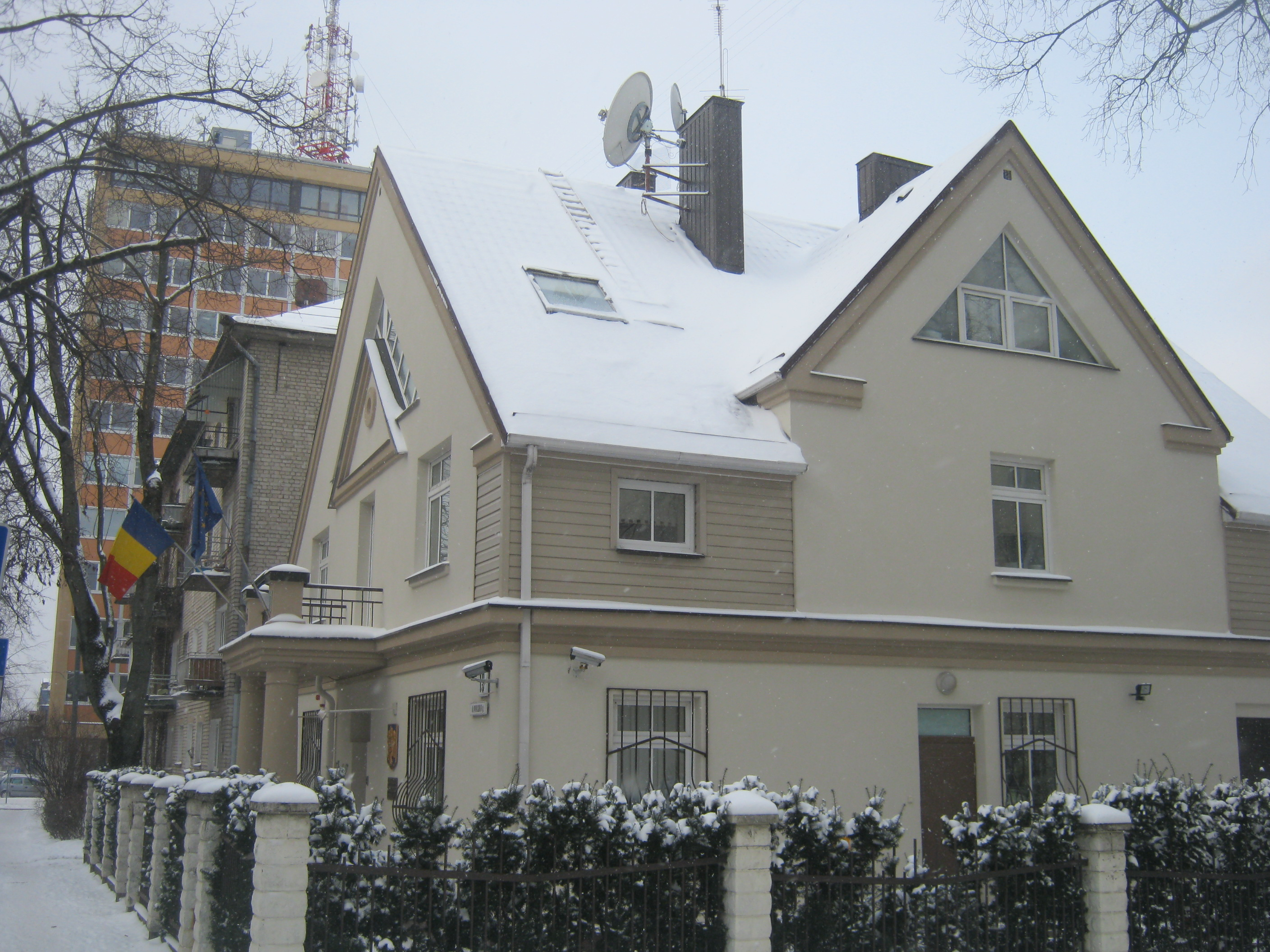
Посольство Румунії
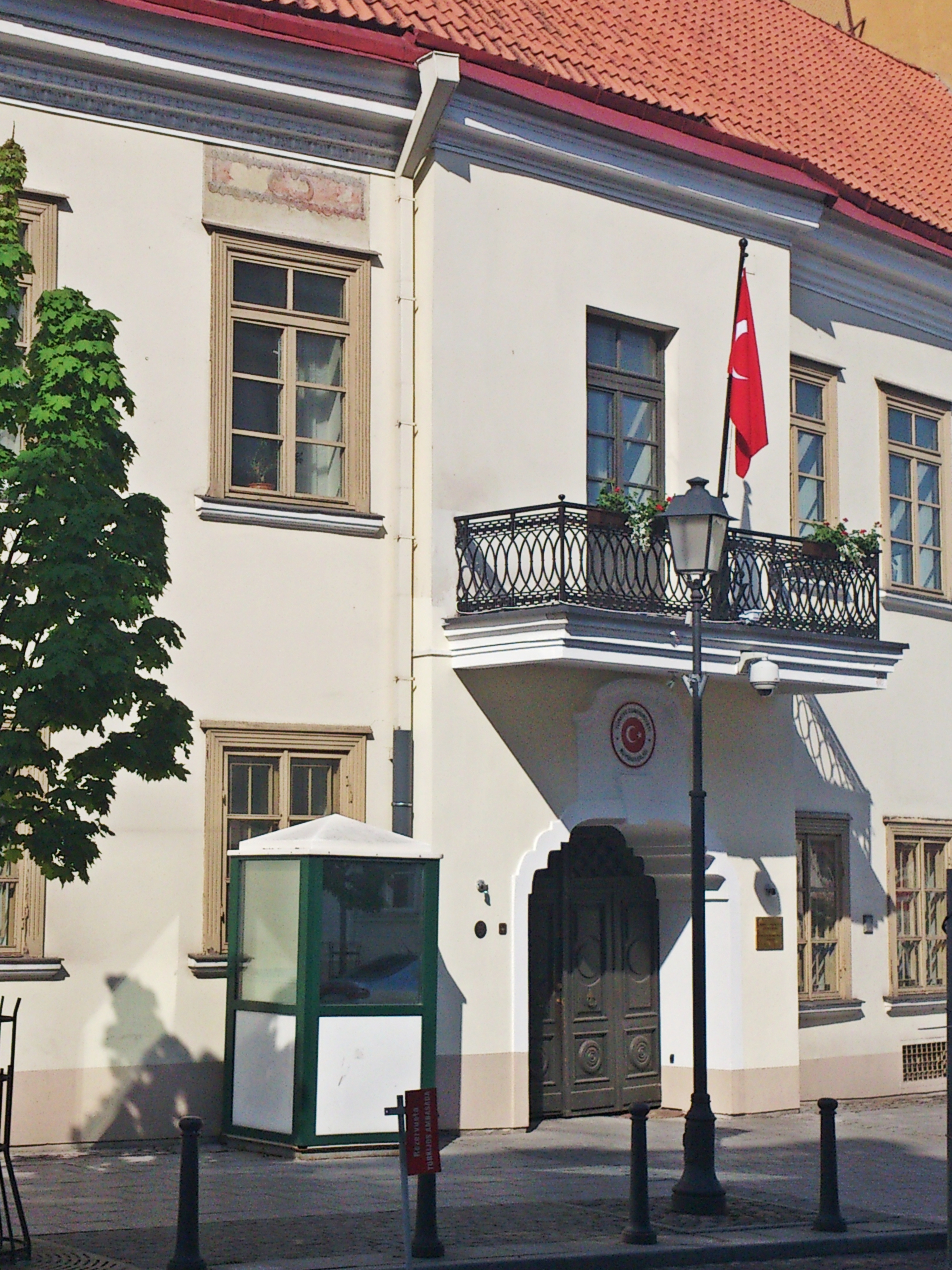
Посольство Туреччини
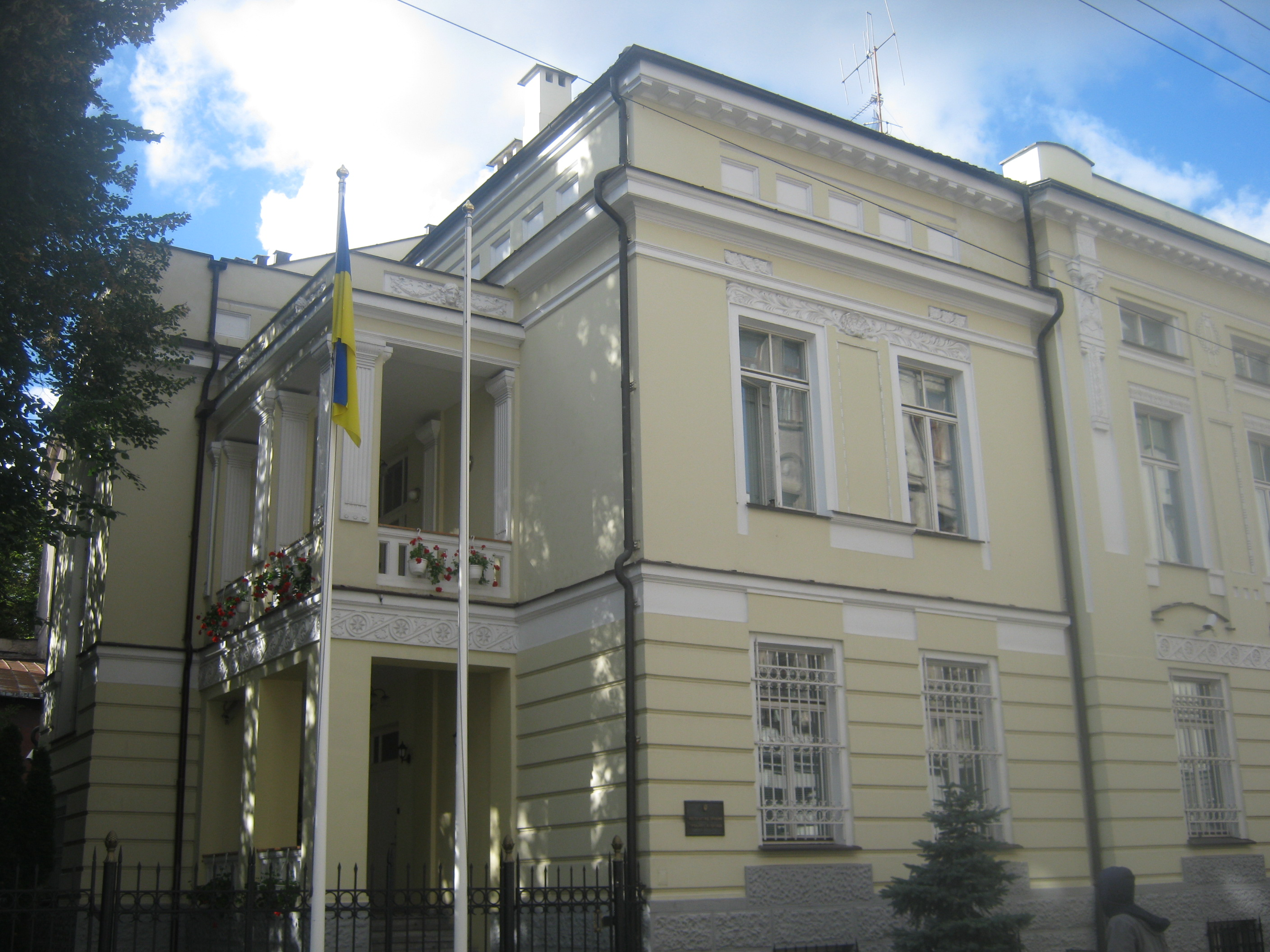
Посольство України
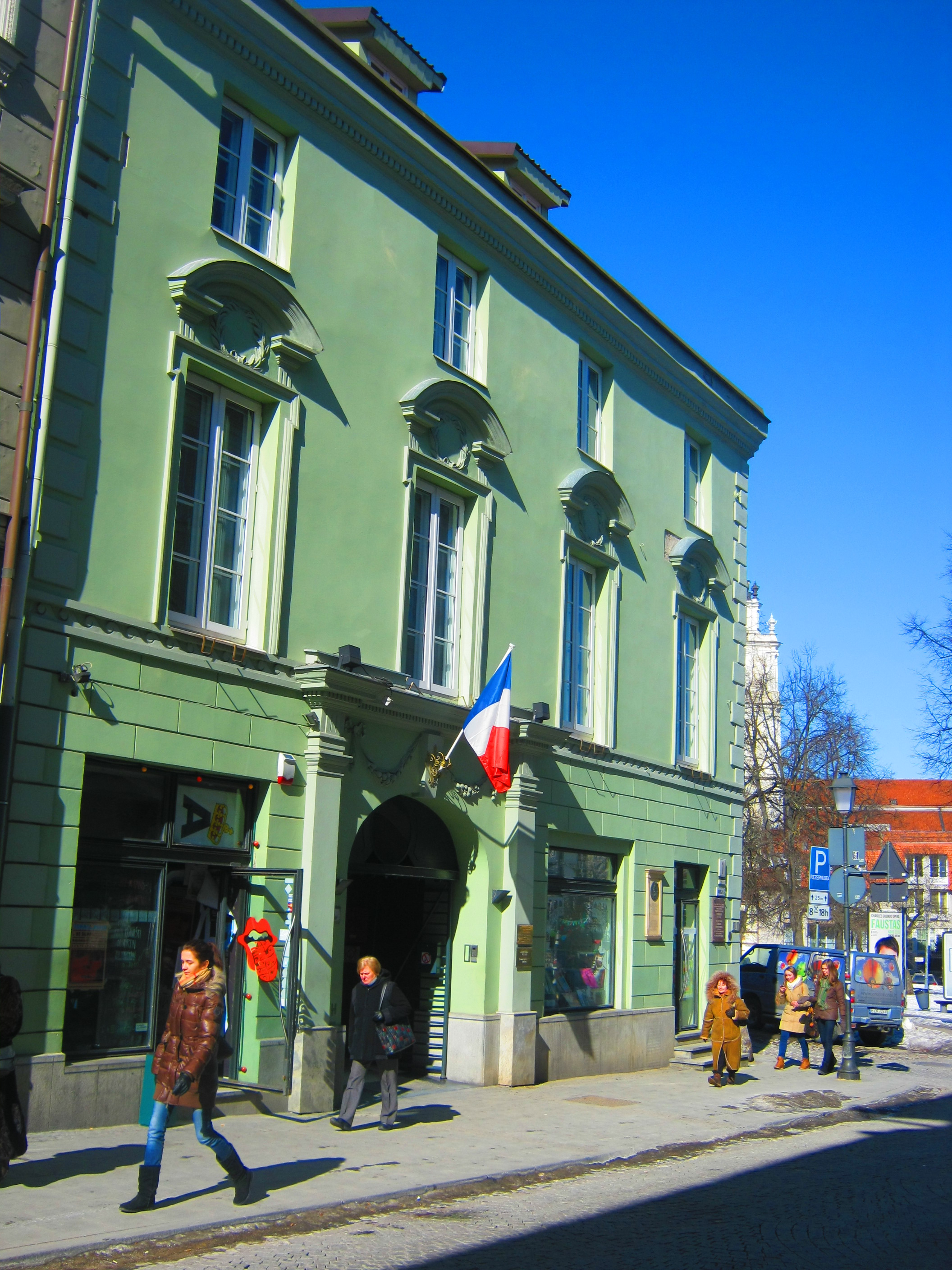
Посольство Франції
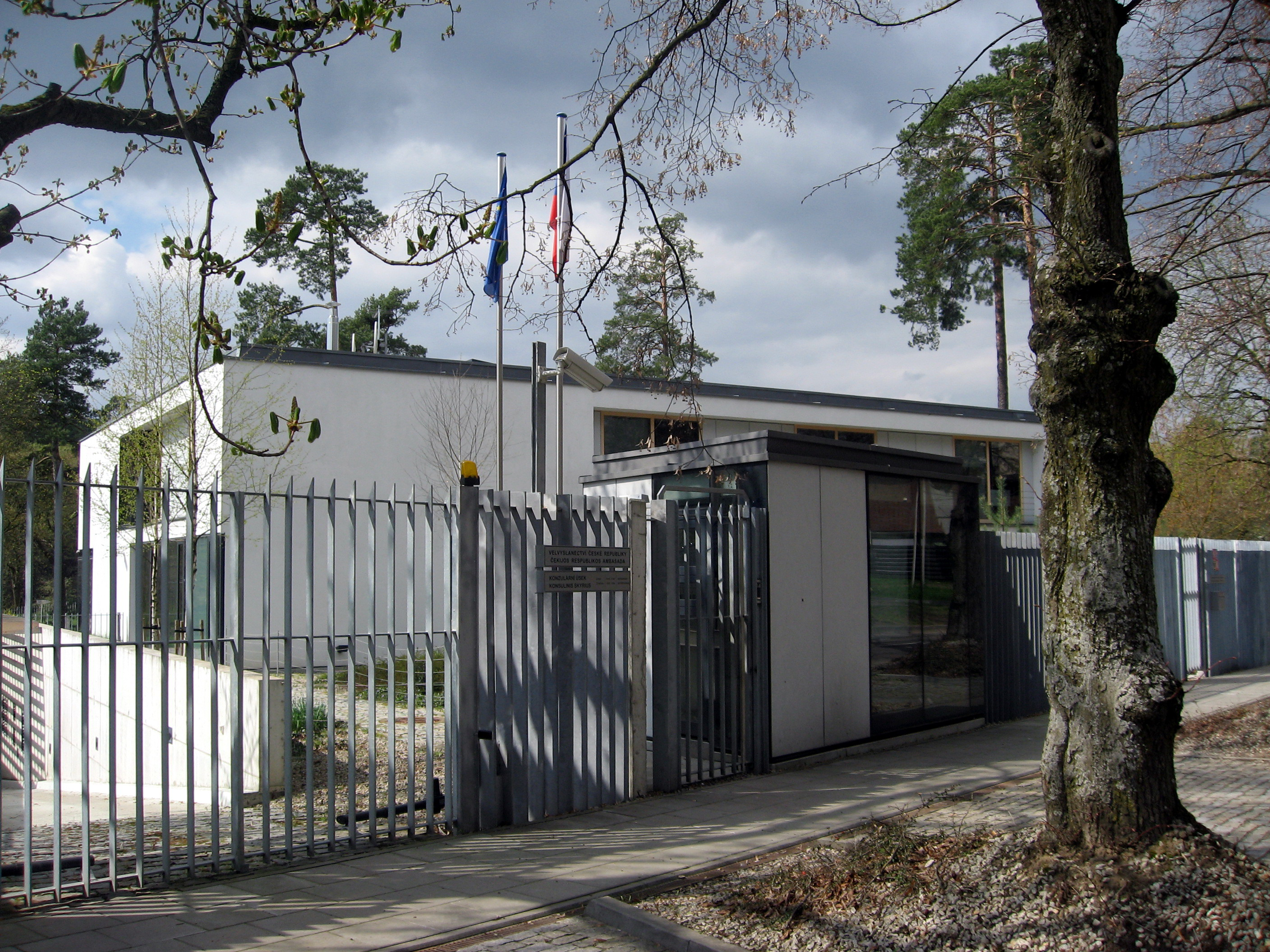
Посольство Чехії
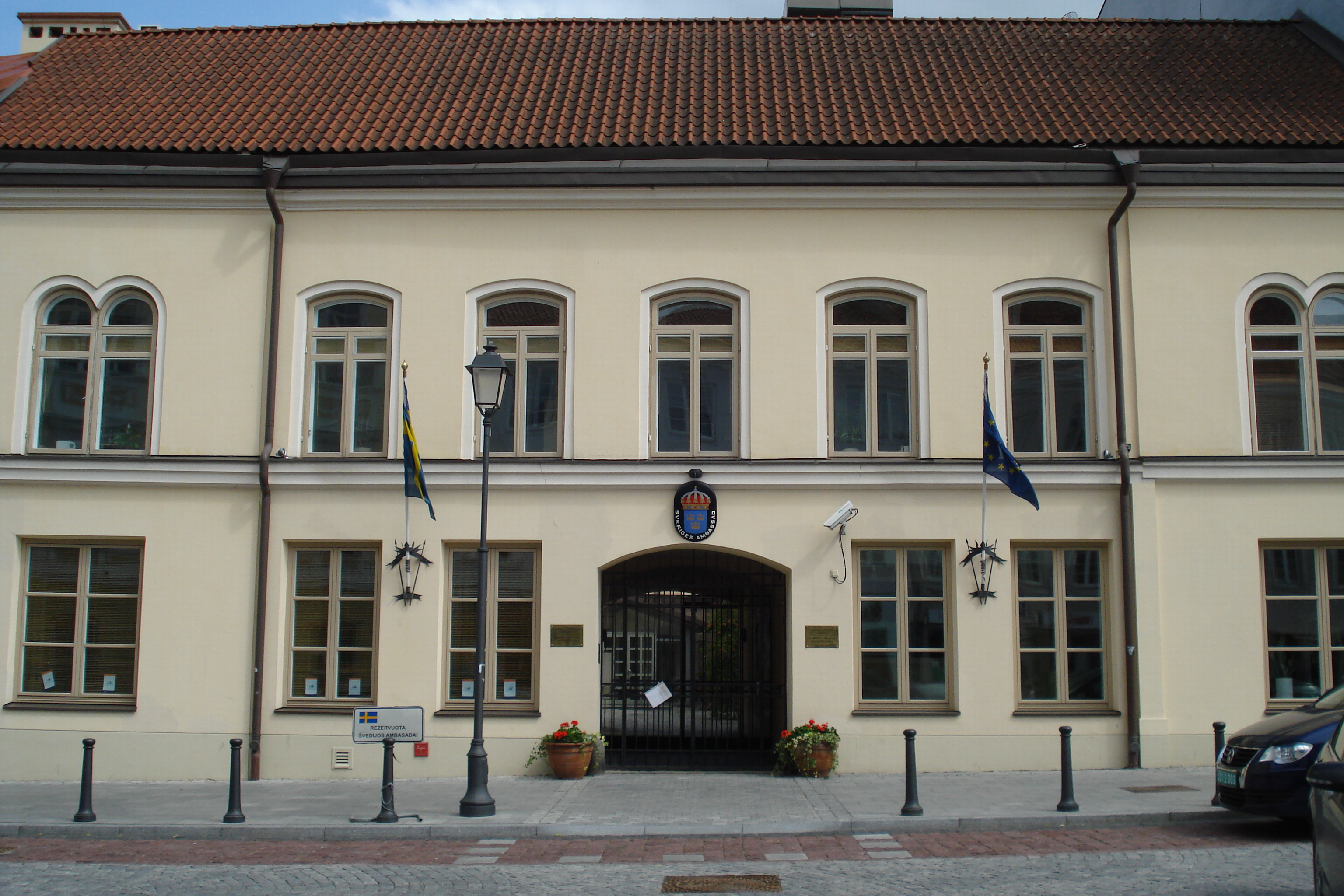
Посольство Швеції
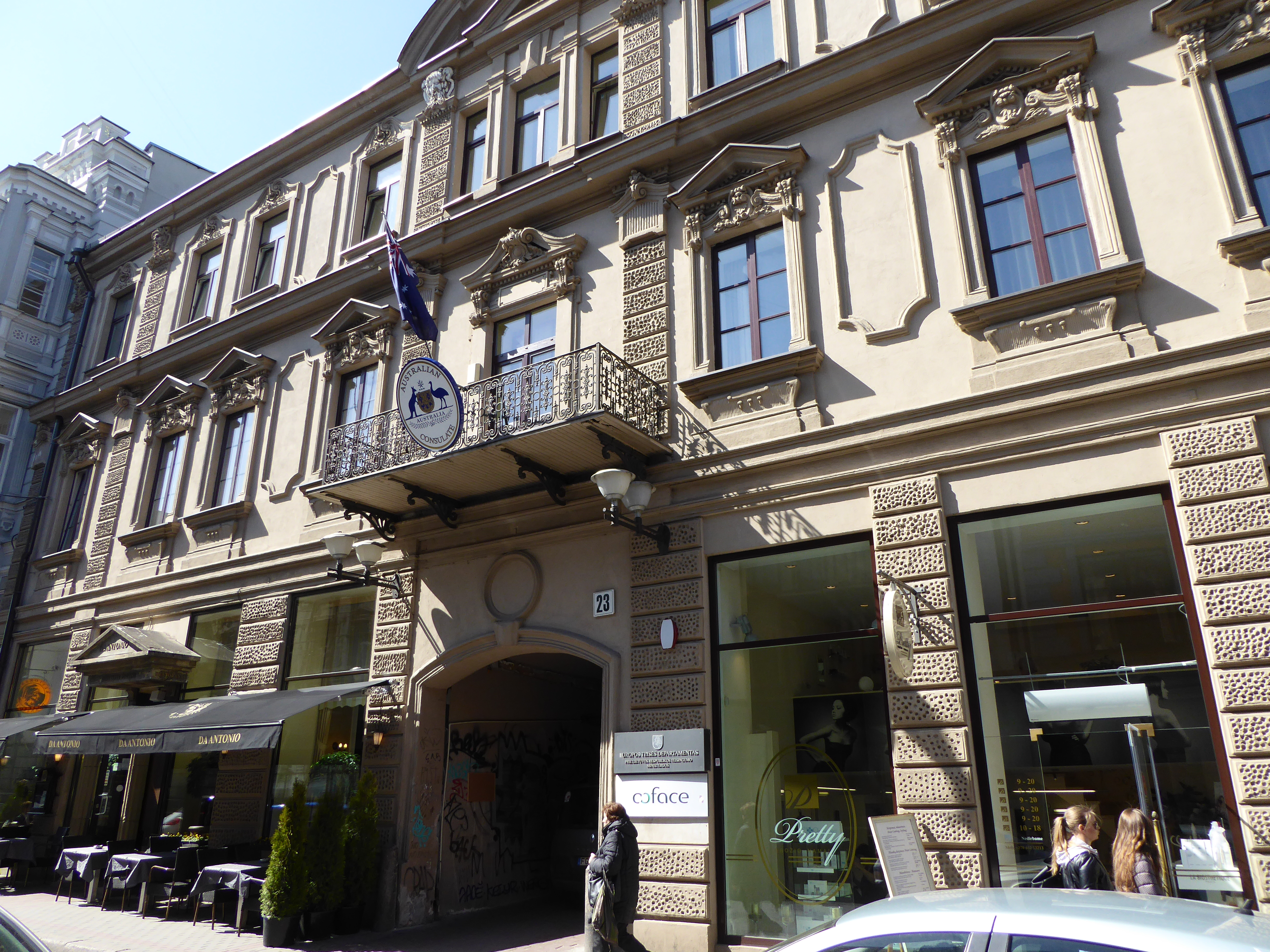
Консульство Австралії у Вільнюсі
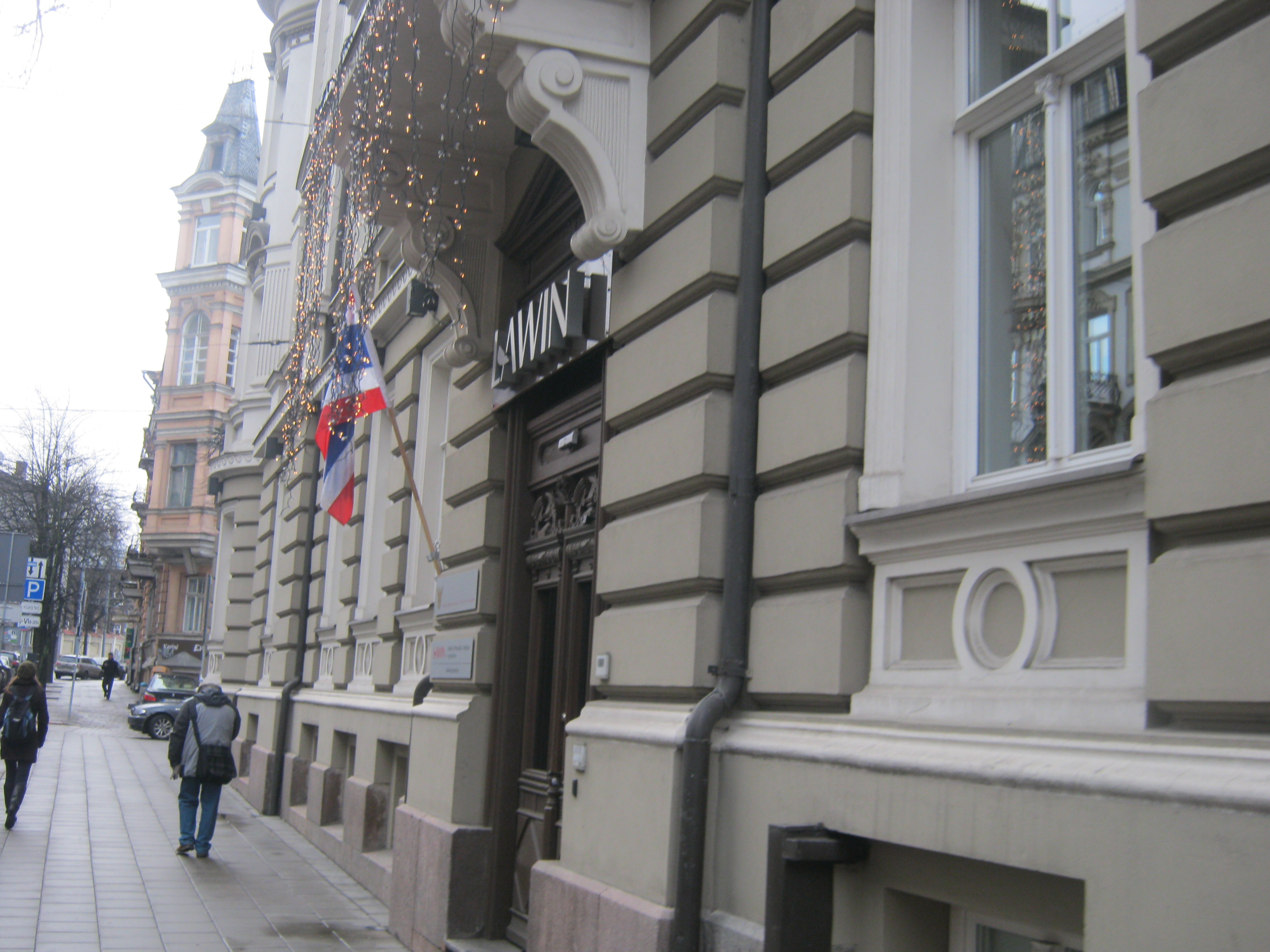
Консульство Таїланду у Вільнюсі